# National Instruments
National Instruments è un'azienda statunitense produttrice di strumenti hardware e software per la misura e l'automazione industriale basati su personal computer. Ha sede ad Austin nel Texas, ma è presente in molti paesi del mondo; in Italia ha sede centrale a Milano e una filiale a Roma. L'azienda è quotata in borsa ed è presente nell'indice telematico americano (NASDAQ) con la sigla NATI.

## Storia
Nei primi anni'70, James Truchard, Jeff Kodosky, e Bill Nowlin, lavoravano alla University of Texas at Austin Applied Research Laboratories. Seguendo un progetto per la U.S. Navy, i tre utilizzarono la prima tecnologia informatica per campionare dati. Scontenti della tecnologia allora disponibile, i tre decisero di sviluppare loro una nuova tecnologia nell'automazione.
Fondata nel 1976 mentre lavoravano nel garage di Truchard, pensarono a come chiamarla, tra i nomi papabili vi fu Longhorn Instruments e Texas Digital, ma alla fine propesero per National Instruments.
Con un prestito di 10.000$ dalla Interfirst Bank, i tre comprarono un PDP-11/04 minicomputer e, per il loro primo progetto, disegnarono e costruirono una interfaccia GPIB.  Il loro lavoro fu venduto alla Kelly Air Force Base di San Antonio (Texas). Dato che all'epoca erano ancora impiegati alla università del Texas, nel 1977 diedero le dimissioni. Vendettero tre sistemi entro l'anno, e si misero ad inviare per posta della pubblicità al loro prodotto a 15.000 potenziali clienti che usavano il PDP-11 minicomputer. Con l'aumento delle commesse si spostarono in un vero ufficio nel 1978, di 600-piede-quadro (56 m²) al 9513 Burnet Road ad Austin.

### Anni '80
Alla fine degli anni'70, la società fatturò 400.000$ e 60.000$ di profitto. Nel 1980 Truchard, Kodosky, e Nowlin si dedicarono a tempo pieno alla National Instruments, e alla fine dell'anno si spostarono nella sede affittata di 5 000 piedi quadri (500 m²). Si svilupparono i progetti per ambiti diversi tra i quali un generatore di forme d'onda per provare i sonar della U.S. Navy. Nel 1981, fatturò 1 milione di $, e cambiarono sede in uno spazio di 10 000-piede-quadro (1 000 m²) nel 1982.
Nel 1983 National Instruments produsse il primo GPIB per la piattaforma IBM PC. Con l'avvento del Macintosh computer, la società iniziò a sviluppare l'interfaccia grafica nuova. Kodosky iniziò l'elaborazione di una nuova interfaccia grafica per l'insegnamento dell'automazione agli studenti dell'università del Texas. Venne così creato il programma portabandiera della NI, il LabVIEW graphical development platform per Macintosh computer, pubblicato nel 1986. Il software permette di collegare graficamente le icone sullo schema senza necessità di digitare linee di testo. L'anno seguente anche la versione di LabVIEW nota come LabWindows venne rilasciata per DOS. All'epoca la società, nel 1986, aveva 100 collaboratori.

## Prodotti
Il prodotto software di maggior successo e notorietà della NI è LabVIEW.
- LabVIEW Communications System Design Suite
- LabWindows/CVI, per ANSI C
- Measurement Studio, per Microsoft Visual Studio
- NI TestStand
- NI VeriStand
- NI DIAdem
- NI Multisim
- NI Ultiboard
- NI Vision Builder
- NI LabVIEW SignalExpress
- NI Switch Executive
- NI Requirements Gateway

National Instruments piattaforme hardware:
- NI CompactRIO[8]
- NI roboRIO, robotic controller usato nella FIRST Robotics Competition
- NI CompactDAQ[9]
- PXI e PXIe Platforms[10]
- STS[11]